# Hypsogastropoda
Hypsogastropoda é um clado de gastrópodes marinhos dentro do clado maior dos Caenogastropoda. Algumas taxonomias categorizam o grupo como ordem.
Anteriormente os moluscos deste clado eram identificados como uma subordem de Sorbeoconcha, de acordo com Ponder & Lindberg (1997), mas modernas pesquisas em genética molecular tornaram necessária uma nova sistemática para este grupo.

## Subordens
- Littorinimorpha
- Neogastropoda